# 한국 국민주의
한국의 내셔널리즘 또는 한국 국민주의(韓國國民主義)는 한국 내에서 한국 전체를 하나의 국민 공동체로 상정한 내셔널리즘 사상을 일컫는 말로, 좁게는 한민족의 민족주의에서 넓게는 내셔널리즘적 성향의 여러 정치적 이념들을 가리킨다.

## 개요
역사적으로, 한국 민족주의 운동의 주된 목적은 발전과 외국의 영향에서 한국의 고대 문화와 국가 정체성을 보호하고, 일제 시대에는 독립운동가들을 육성하는 것이었다. 정치적, 문화적 자립을 위해서 한국의 문화적 독립성을 고취시킬 필요가 있었기 때문에 한국 문화의 멋을 강조했다. 이러한 이유로, 민족주의 운동은 한국의 전통 문화의 복원과 보존을 요구했다. 1871년 교조 신원 운동에서 이어진 1894년 동학 농민 운동은 외국의 침략에 저항한 한국의 독립운동의 뿌리이다. 이후 의병 운동이나, 문화적, 사회적인 독립운동이 일어났으며, 광복 이후에는 통일 운동으로 이어졌으나 곧 실패하고, 분단 이후에는 양측의 권위주의 정권에 의해 남한 또는 북한 체제가 우월하다는 전제 하에서 그 체제로의 남북통일을 궁극적으로 지향하는 내셔널리즘이 형성되었고, 남한의 재야 세력들은 북한을 존중하면서 대화와 평화통일을 추구하는 내셔널리즘을 형성했다. 대한민국 민주화 이후에는 통일 운동으로 이어졌다.

## 역사

### 독립 운동
19세기 후반, 한국의 민족주의는 여러 저항 운동으로 대표되었다. 19세기 후반에 제국주의의 확장에 따라 외세가 침입해오자 한국인들은 외국에 대해 저항하면서 동시에 자신들만의 민족 정체성을 구축하기 시작했다. 이러한 역사적 배경으로 인해 한국의 민족주의 운동의 뿌리는 외부 영향에 대한 저항에 있었다.
1910년부터 시작된 일본에 의한 점령기 내내 한국의 민족주의 운동가들은 한국, 중국, 특히 만주와 중국 본토, 극동 러시아 영토에서 일제에 대항하며 독립을 위한 투쟁을 지속했다. 특히 1919년 일어난 3.1 운동은 일반 민중에게 민족감정을 고취시키고 대한민국 임시정부 성립의 계기가 되었으며, 이는 본격적인 독립운동의 효시로 평가받는다. 이후 임시정부를 비롯한 여러 독립운동가 및 단체들은 무력적, 비폭력적, 문화적, 기타 다양한 방법으로 저항을 실시했다.

### 한국의 분단
광복 이후, 1945년에 미군과 소련군이 남북을 38선에서 분단하였고, 통일 국가를 재건하는데 실패하여 분단은 상반된 정치 체제와 이념, 적대 관계, 세계 정치의 영향으로 오늘날까지 지속되고 있다. 그러면서 역사, 정치 제도, 시스템, 문화 부분에서 이질성이 심해졌다.
이렇듯 새로운 국가 체제의 발생으로 인해 대한민국 내에서의 내셔널리즘 또한 정치적 사상에 따라 다른 양상을 보이게 되었다. 진보계는 주로 한반도 전체를 대상으로 하는 민족주의와 내셔널리즘을 주도하며 민족국가 형성을 위한 남북통일에 중점을 두고, 보수계가 이끄는 내셔널리즘은 대한민국의 체제에 내셔널리즘을 한정하는 경향을 보인다. 다만 보수계에서도 일단은 대한민국 체제가 우월하다는 전제 하에서 이 체제로 북한을 흡수하고자 하는 내셔널리즘이 주류이며, '남한 국민주의'는 소수 의견이다.

## 분쟁

### 반일 감정
역사적 이유로 인해 반일감정은 한국의 내셔널리즘과 연관된다. 대표적으로 일제 시대에 관한 역사적 평가를 두고 현재까지도 계속적인 논쟁이 이어지고 있다. 영토문제이기도 한 독도 분쟁은 1950년대 초부터 한국이 실효점거하기 시작한 섬인 독도에 관한 분쟁으로 영해에 관한 이권은 물론 식민지 과거로 소급되는 민족 감정을 내포하는 분쟁이 되어 현재 교착 상태에 이르러 있다.

### 반미 감정
조선민주주의인민공화국에서는 주체사상의 민족 해방론과 연관되어 정책과 국민감정에 있어서 반미감정과 민족주의의 연관이 강하게 나타난다.

## 민족주의
한국의 국민주의는 한민족에 관한 민족적(ethnic) 국민주의와 밀접하다. 2016년 BBC의 설문조사에 의하면 한국인은 23%가 국민정체성의 근본을 민족이나 문화에 두었다. 어떤 사람들은 인종적(racial) 국민주의 성향을 가지고 인종이 다르다고 여겨지는 사람 등을 차별하는 경우도 있다

## 같이 보기
- 한국의 역사
- 한국의 독립운동